# John van Lottum
John van Lottum (Antananarivo, 10 aprile 1976) è un ex tennista olandese.
Anche sua sorella Noëlle è stata una tennista.

## Carriera
Nei tornei del Grande Slam ha ottenuto il suo miglior risultato raggiungendo il quarto turno nel singolare a Wimbledon nel 1998.
In Coppa Davis ha disputato un totale di 6 partite, ottenendo 2 vittorie e 4 sconfitte.